# 變革程序三步驟
變革程序三步驟是李溫(Lewin，1951年)提出的一種企業的再造轉型的過程機制中的模式。

## 作法

### 解凍(unfreezing)
- 移離原有的工作場所、資訊來源與社會關懷
- 放棄原有的價值觀、態度與行為
- 獎勵改革者

### 變革(change)
- 提供新行為模式
- 使之學習

### 再凍結(refreezing)
- 增強/強化新的行為模式